# Subdivisões da Dinamarca

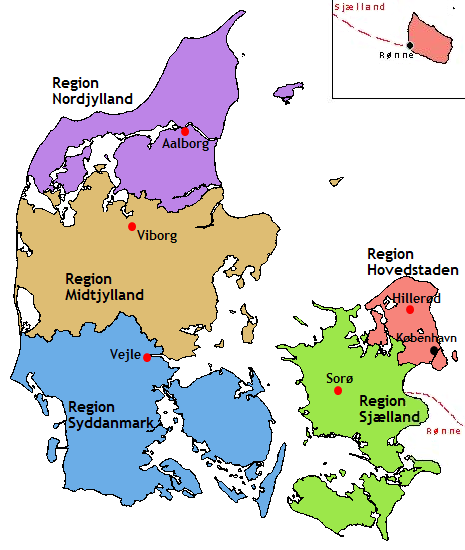
As cinco regiões da Dinamarca.

A Dinamarca encontra-se dividida em cinco regiões (regioner, singular: region, em dinamarquês), compostas por 98 municípios (comunas; dinamarquês: kommuner). 

| Localização | Região             | Comunas |
| ----------- | ------------------ | ------- |
|             | Jutlândia do Norte | 11      |
|             | Jutlândia Central  | 19      |
|             | Dinamarca do Sul   | 22      |
|             | Zelândia           | 17      |
|             | Região da Capital  | 29      |

As regiões foram criadas em 1º de janeiro de 2007, no âmbito da Reforma Estrutural da Dinamarca, e substituem os tradicionais 13 condados (amter) da Dinamarca. Naquela data, os 271 municípios do país foram consolidados em 98.

A competência mais importante das novas regiões da Dinamarca é o serviço nacional de saúde. Diferentemente dos antigos condados, as novas regiões não estão autorizadas a cobrar impostos, de modo que o serviço de saúde é financiado por um imposto nacional e por fundos dos governos nacional e municipais. Cada um dos Conselhos Regionais é formado por 41 políticos eleitos.
A maior parte dos novos municípios tem uma população de pelo menos 20 000 habitantes, embora haja algumas exceções a esta regra.
A Groenlândia e as ilhas Feroé integram o Reino da Dinamarca mas possuem autonomia interna e uma ampla margem de auto-governo. São representados por dois membros cada no parlamento dinamarquês.

## Regiões (1º de janeiro de 2007-)
| Região                           | Capital    | Maior cidade | População | Área (km²) | Densidade pop. (por km²) | Condados correspondentes (1970-2006)                                                                   |
| -------------------------------- | ---------- | ------------ | --------- | ---------- | ------------------------ | --- |
| Capital (Hovedstaden)            | Hillerød   | Copenhague   | 1.636.749 | 2.561      | 639,1                    | Copenhague e Frederiksborg, e os municípios de Copenhague, Frederiksberg e Bornholm                    |
| Jutlândia Central (Midtjylland)  | Viborg     | Århus        | 1.227.428 | 13.053     | 94,0                     | Ringkjøbing, quase todo o Århus, a porção meridional do Viborg e a setentrional do Vejle               |
| Jutlândia do Norte (Nordjylland) | Aalborg    | Aalborg      | 576.972   | 8.020      | 71,9                     | Jutlândia do Norte, a porção setentrional do condado de Viborg e uma pequena parte do condado de Århus |
| Zelândia (Sjælland)              | Sorø       | Roskilde     | 816.118   | 7.273      | 112,2                    | Roskilde, Storstrøm e a Zelândia Ocidental                                                             |
| Dinamarca do Sul (Syddanmark)    | Vejle      | Odense       | 1.189.817 | 12.191     | 97,5                     | Fiônia, Ribe, Jutlândia do Sul e a metade meridional do condado de Vejle                               |
| Dinamarca                        | Copenhague | Copenhague   | 5.447.084 | 43.093     | 126,4                    | O país como um todo                                                                                    |

## Condados (1970-2006)
Nota linguística: Não confundir grevskab (condado) com amt (divisão administrativa)..

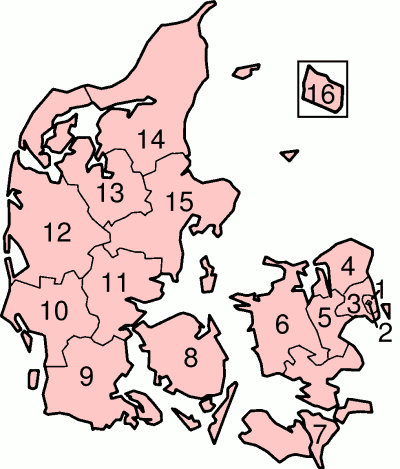
Os condados da Dinamarca existiram até 2007.

Os condados da Dinamarca existiram entre 1970 e 2006, quando foram abolidos em favor de uma nova divisão administrativa baseada em regiões e municípios.
1. Copenhaga (município)
2. Frederiksberg (município)
3. Condado de Copenhaga
4. Condado de Frederiksborg
5. Condado de Roskilde
6. Condado da Zelândia Ocidental
7. Condado de Storstrom
8. Condado da Fiónia
9. Condado da Jutlândia do Sul
10. Condado de Ribe
11. Condado de Vejle
12. Condado de Ringkobing
13. Condado de Viborg
14. Condado de Jutlândia do Norte
15. Condado de Arhus
16. Bornholm (município)

Nota: O condado de Copenhague continha todos os municípios da Copenhague metropolitana, afora o município de Copenhague e o município de Frederiksberg.